# حمام شاه رکن‌الدین
حمام شاه رکن الدین مربوط به دوره صفوی است و در دزفول، محله شاه رکن الدین واقع شده و این اثر در تاریخ ۹ اردیبهشت ۱۳۸۲ با شمارهٔ ثبت ۸۳۷۹ به‌عنوان یکی از آثار ملی ایران به ثبت رسیده‌است.

## مرمت سازی و تبدیل حمام به کتاب‌خانه
حمام شاه رکن‌الدین مرمت سازی شد.. غلام علی باغبان مدیر میراث فرهنگی شهرستان دزفول اعلام کرد که اقداماتی نظیر اصلاح شبکه آب و فاضلاب جابه جایی تیره‌های برق و نماسازی دوباره مکان در حال انجام است و پس از مدت‌ها بازسازی مکان حال تبدیل به یک کافی نت و کتابخانه شده‌است

## نگارخانه

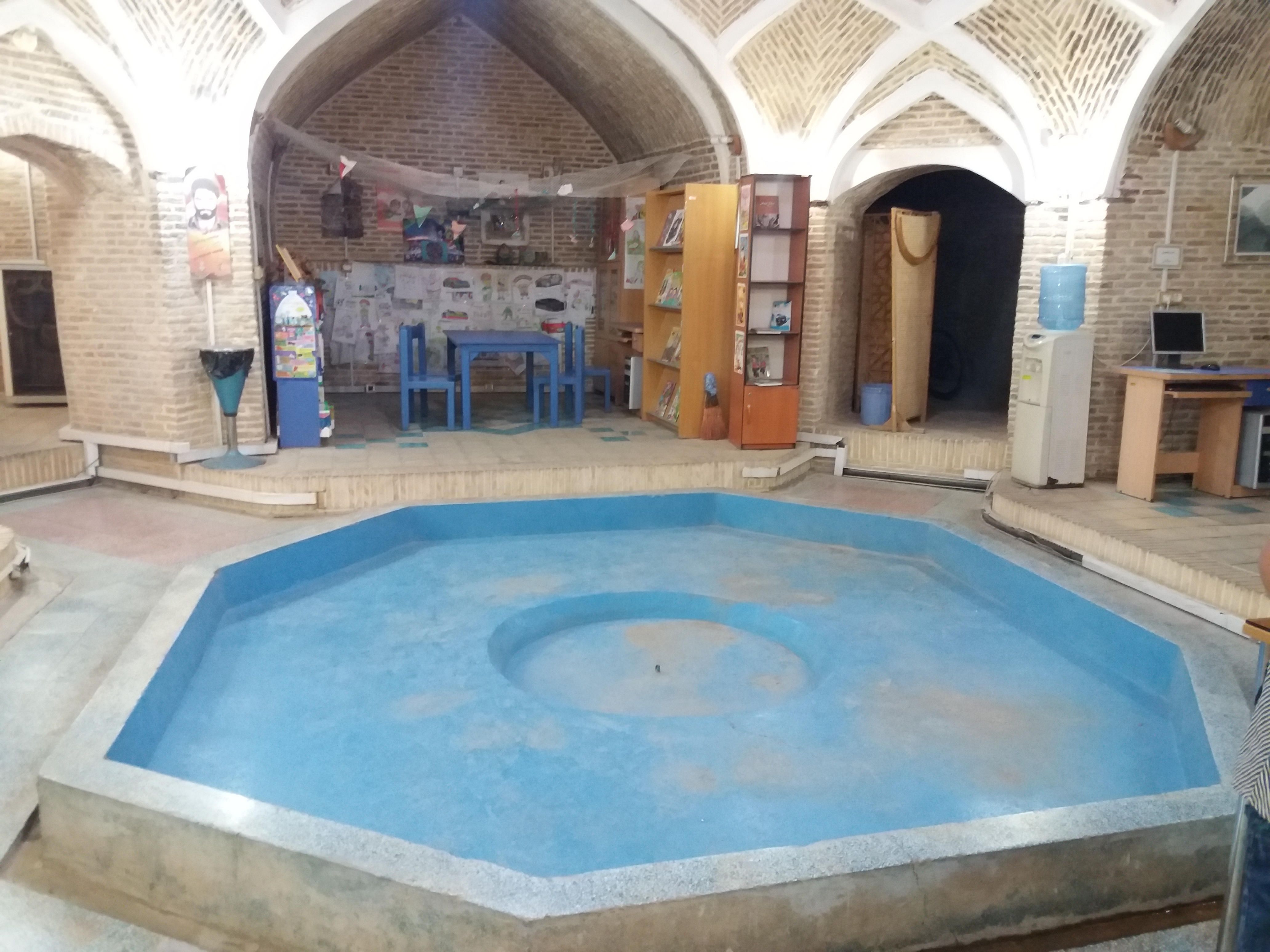
تصویری از حوض مرمت شده حمام شاه رکن الدین عکس از حسین درآمد
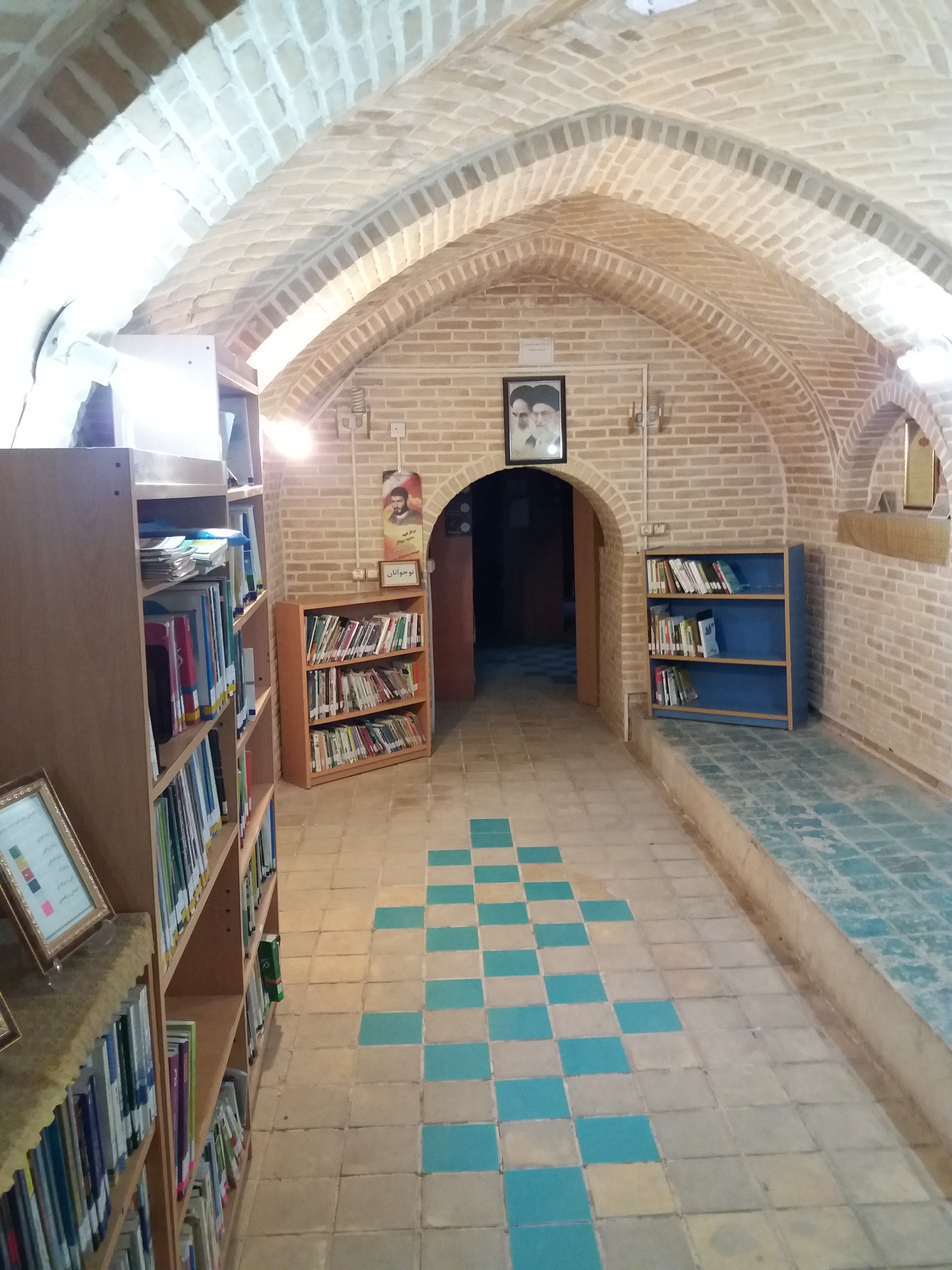
تصویری از طبقه پایین و قفسه کتاب‌های نوجوانان حمام شاه رکن الدین عکس از حسین درآمد
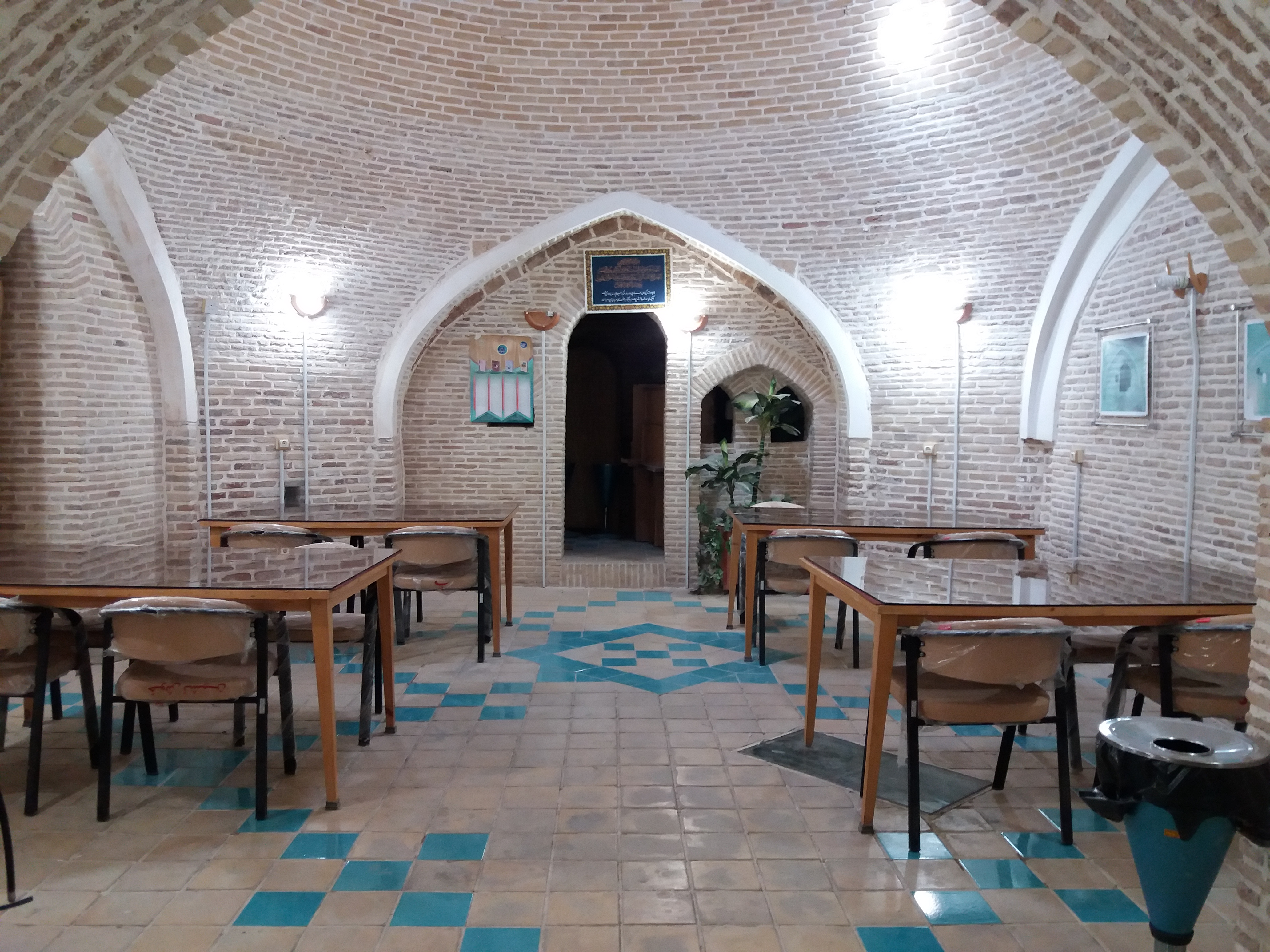
تصویری از سالن مطالعه طبقه پایین حمام شاه رکن الدین عکس از حسین درآمد
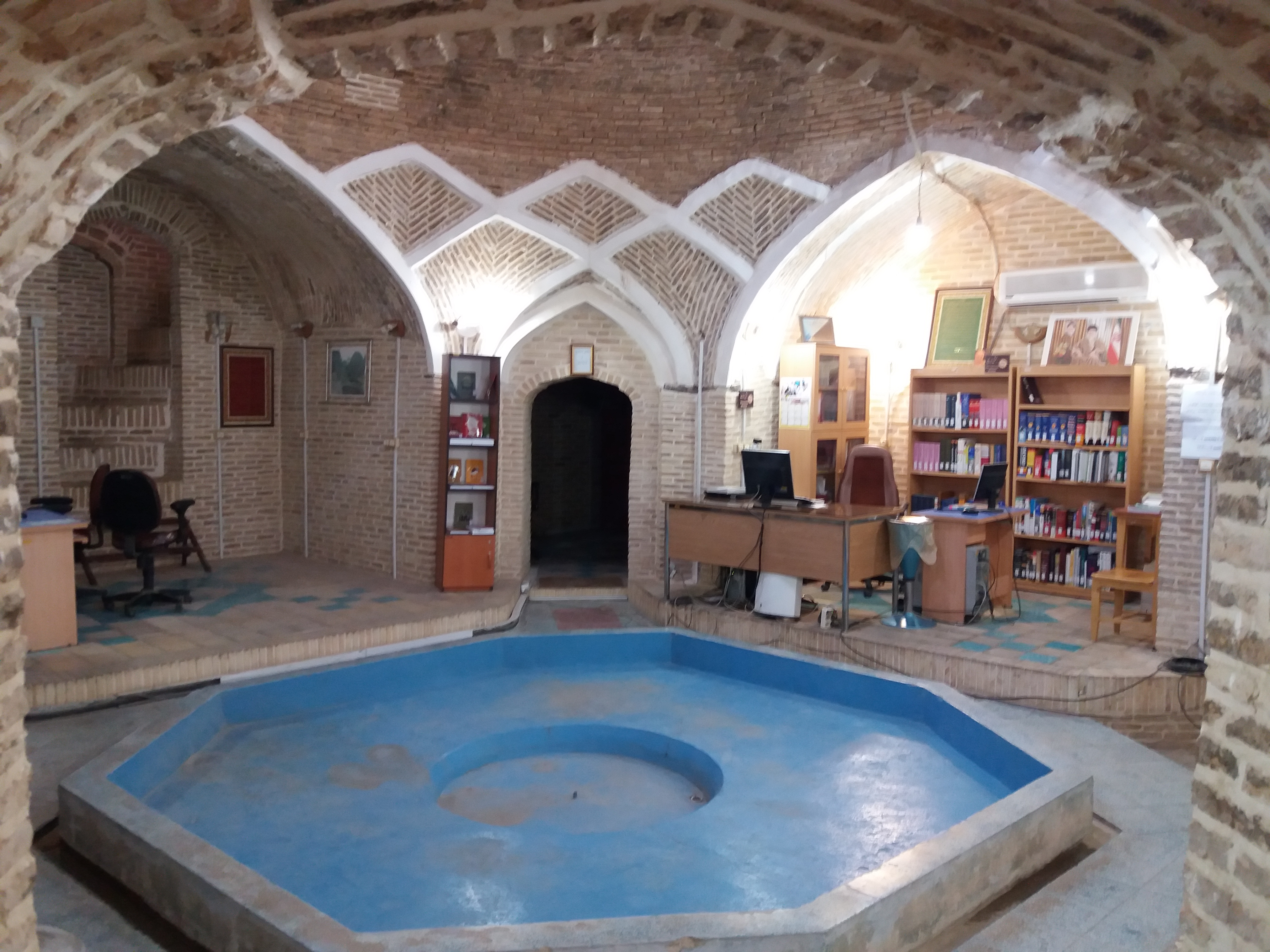
تصویری از نمای داخلی حمام شاه رکن الدین عکس از حسین درآمد
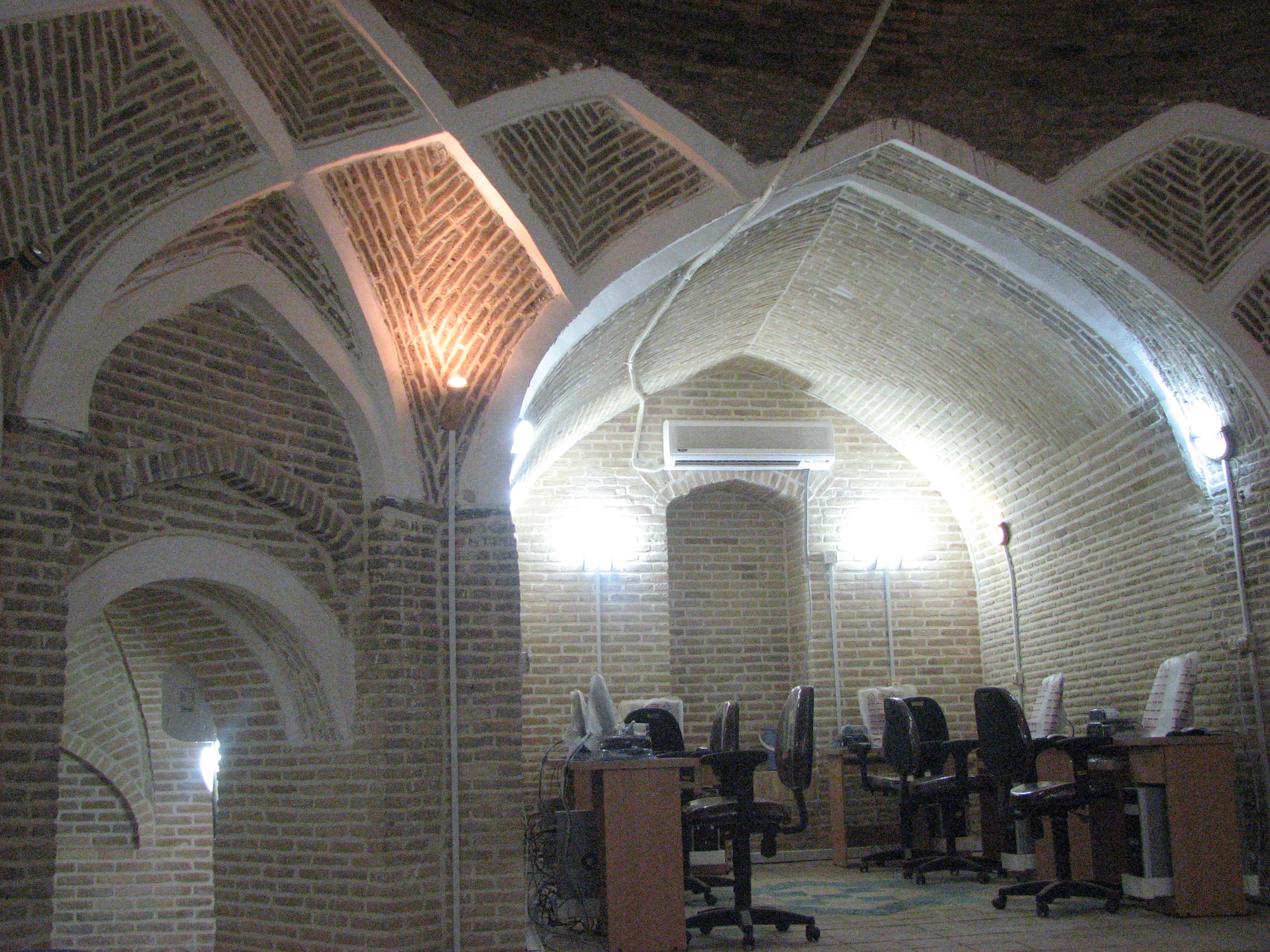
تصویری از بخش کافی نت حمام شاه رکن الدین در سال ۲۰۰۷ بخش نزدیک به زیرپله طبقه پایین سالن مطالعه
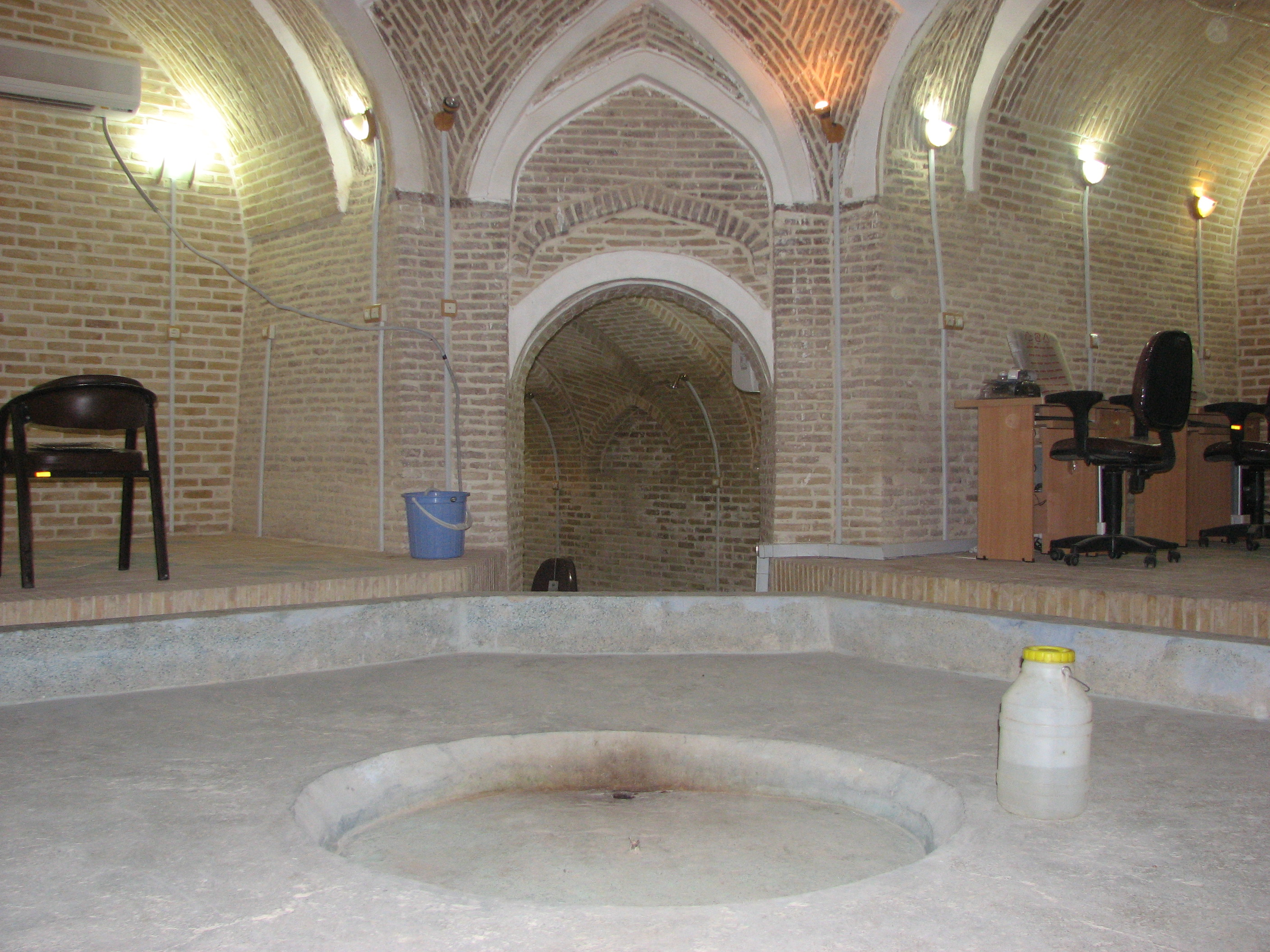
تصویری از حوض حمام شاه رکن الدین در سال ۲۰۰۷ قبل از ترمیم کامل
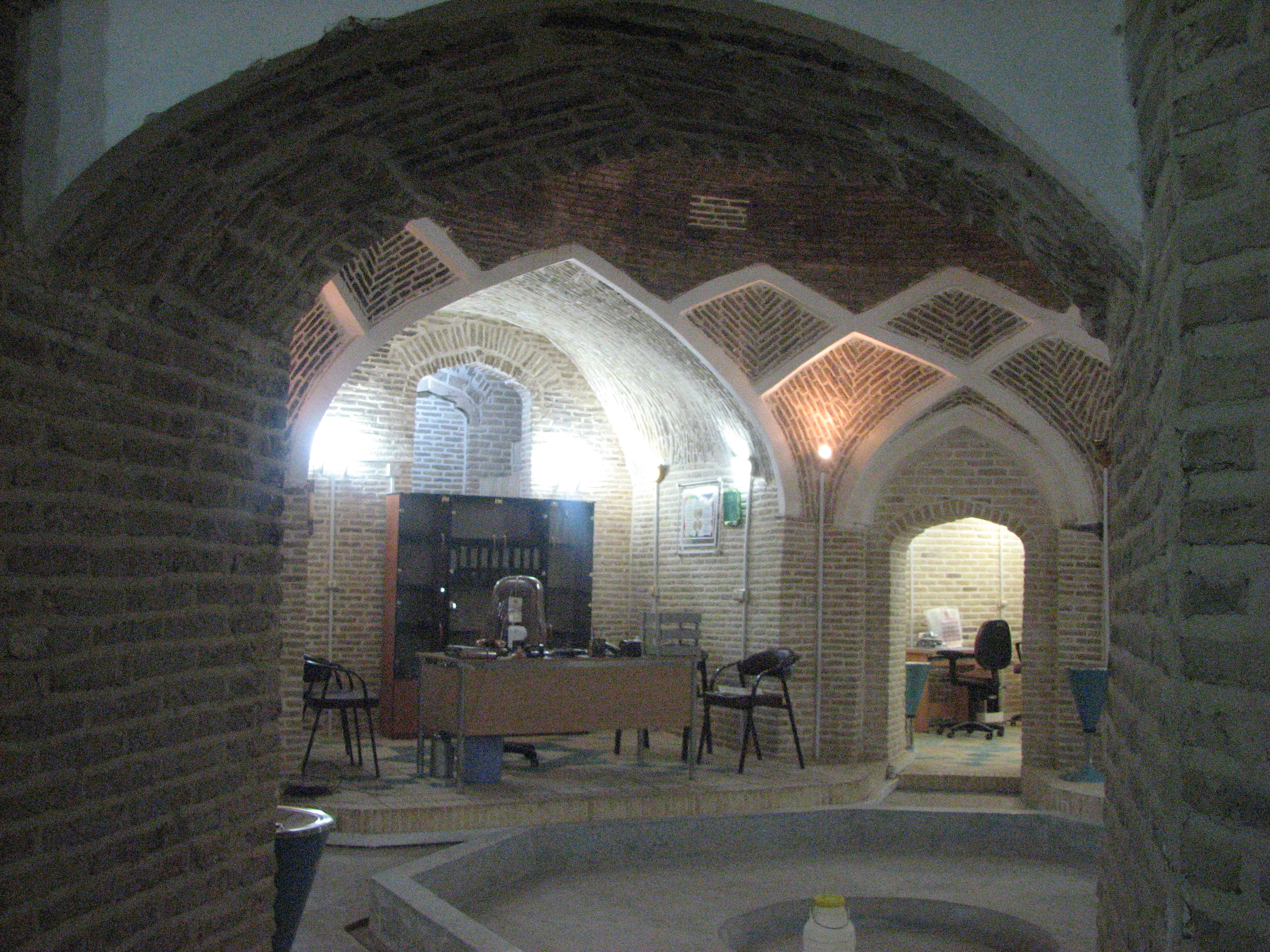
تصویری از بخش مدیریت حمام شاه رکن الدین قبل از مرمت سازی کامل در سال ۲۰۰۷